# Estats Marathes Meridionals
Els Estats Marathes Meridionals, del Sud o Jagirs Marathes Meridionals o del Sud, en anglès Southern Maratha Jagirs foren un grup d'estats sota control polític de l'agent encarregat de l'agència de Kolhapur i del País Maratha Meridional format pels següents estats o jagirs:
- Jamkhandi
- Kurandvad (dues branques, Sènior i Júnior)
- Miraj Sènior
- Miraj Júnior
- Mudhol
- Ramdurg
- Sangli

Tots els jagirs excepte Mudhol, pertanyien als bramans konkanasth de les famílies Patvardhan i Bhave. Har Bhat Patwardhan, un sacerdot bramin de Kinkan, vers 1722 va rebre els territoris del peshwa; va morir vers 1750 i els seus successors foren confirmats pel peshwa el 1763. la família va governar sense dividir el territori amb residències a Miraj, Tasgaon i Kurawand; el 1801 es va separar Sangli de Miraj; el 1808 (efectiu el 1811) es va separar Jamkhandi de Tasgaon; el 1812 el peshwa va voler recuperar els territoris i els prínceps es van posar sota protectorat britànic. Els territoris després de diverses divisions i algunes extincions eren formats per un grapat de territoris aïllats entre el Bhima i l'extrem sud de la presidència de Bombai.
La superfície total era de 7.731 km² i la població el 1901 de 626.084 habitants. Hi havia 30 ciutats i 538 pobles amb un 85% d'hindús, 10% musulmans, 53% jains i alguns cristians. La població era maratha i canaresa.